# Eparchie grozněnská
Eparchie grozněnská je eparchie ruské pravoslavné církve nacházející se v Rusku.

## Území a titul biskupa
Zahrnuje území Čečenska a Ingušska.
Eparchiálnímu biskupovi náleží titul biskup grozněnský a sunženský.

## Historie
Eparchie byla zřízena Svatým synodem 20. března 2025 z části území machačkalské eparchie.

## Seznam biskupů
- - 2025-2025 Feofilakt (Kurjanov) dočasný správce
- od 2025 Amvrosij (Marčenko)